# Liste des planètes mineures non numérotées découvertes en janvier 2006
Pour un article plus général, voir Liste des planètes mineures non numérotées découvertes en 2006.
Pour un article plus général, voir Liste des planètes mineures.
Cet article dresse la liste des planètes mineures (astéroïdes, centaures, objets transneptuniens et assimilés) non numérotées découvertes en janvier 2006 dans l'ordre de leur découverte.
Au 15 janvier 2025, 661 077 des 1 434 993 planètes mineures répertoriées par le Centre des planètes mineures ne sont pas encore numérotées, soit 46,07 %.

## Rappel concernant la désignation provisoire
La désignation provisoire indique l'ordre de découverte de ces objets. En effet, cette désignation est composée de l'année de découverte (par exemple 2006) suivie de la quinzaine (demi-mois) de découverte (p.e. A = 1-15 janvier) puis de l'ordre de découverte dans cette quinzaine. Cet ordre est indiqué par une lettre et éventuellement un chiffre comme suit : A pour la première découverte, B pour la deuxième, ..., Z pour la 25e (le I n'est pas utilisé pour éviter la confusion avec 1), A1 pour la 26e, B1 pour la 27e, etc. , Z1 pour la 50e, A2 pour la 51e, B2 pour la 52e, etc. L'ordre de la numérotation ne suit donc pas l'ordre alphanumérique. 2006 AA1 suit ainsi 2006 AZ et précède 2006 AB1.

## Liste

### Du1erau 15 janvier 2006
- 2006 AN
- 2006 AX
- 2006 AJ1
- 2006 AF2
- 2006 AO2
- 2006 AV2
- 2006 AA3
- 2006 AB3
- 2006 AC3
- 2006 AE3
- 2006 AP3
- 2006 AQ3
- 2006 AR3
- 2006 AS3
- 2006 AT3
- 2006 AU3
- 2006 AF4
- 2006 AG4
- 2006 AH4
- 2006 AJ4
- 2006 AK4
- 2006 AL4
- 2006 AM4
- 2006 AN4
- 2006 AL8
- 2006 AM8
- 2006 AN8
- 2006 AM9
- 2006 AH10
- 2006 AJ10
- 2006 AK10
- 2006 AM10
- 2006 AO10
- 2006 AD12
- 2006 AG12
- 2006 AJ12
- 2006 AK12
- 2006 AL12
- 2006 AX15
- 2006 AH17
- 2006 AT17
- 2006 AE25
- 2006 AL25
- 2006 AO25
- 2006 AE26
- 2006 AH26
- 2006 AM26
- 2006 AZ26
- 2006 AU27
- 2006 AY28
- 2006 AZ28
- 2006 AA29
- 2006 AR29
- 2006 AS29
- 2006 AY29
- 2006 AC30
- 2006 AD30
- 2006 AZ30
- 2006 AH31
- 2006 AW33
- 2006 AH35
- 2006 AF36
- 2006 AR36
- 2006 AS36
- 2006 AT36
- 2006 AW36
- 2006 AM37
- 2006 AZ37
- 2006 AM38
- 2006 AH39
- 2006 AJ39
- 2006 AK39
- 2006 AG42
- 2006 AU43
- 2006 AP44
- 2006 AR44
- 2006 AW44
- 2006 AX44
- 2006 AJ46
- 2006 AO46
- 2006 AZ47
- 2006 AF50
- 2006 AS50
- 2006 AA51
- 2006 AK51
- 2006 AE53
- 2006 AW53
- 2006 AA54
- 2006 AB54
- 2006 AP54
- 2006 AE55
- 2006 AL57
- 2006 AT57
- 2006 AU57
- 2006 AS58
- 2006 AV58
- 2006 AG59
- 2006 AP59
- 2006 AR59
- 2006 AT59
- 2006 AF60
- 2006 AQ60
- 2006 AS60
- 2006 AV60
- 2006 AW60
- 2006 AK61
- 2006 AY61
- 2006 AK62
- 2006 AM62
- 2006 AS62
- 2006 AA63
- 2006 AB63
- 2006 AJ63
- 2006 AQ63
- 2006 AV63
- 2006 AW63
- 2006 AB64
- 2006 AG64
- 2006 AF65
- 2006 AO65
- 2006 AU65
- 2006 AW65
- 2006 AH66
- 2006 AY66
- 2006 AX67
- 2006 AS68
- 2006 AG69
- 2006 AZ69
- 2006 AR70
- 2006 AH72
- 2006 AN72
- 2006 AZ72
- 2006 AW73
- 2006 AS75
- 2006 AB76
- 2006 AC76
- 2006 AG76
- 2006 AP76
- 2006 AT79
- 2006 AZ79
- 2006 AV80
- 2006 AN87
- 2006 AW87
- 2006 AH88
- 2006 AK88
- 2006 AQ88
- 2006 AN89
- 2006 AW89
- 2006 AK90
- 2006 AP90
- 2006 AE94
- 2006 AG94
- 2006 AN94
- 2006 AQ94
- 2006 AN95
- 2006 AS95
- 2006 AZ97
- 2006 AK98
- 2006 AL98
- 2006 AM98
- 2006 AN98
- 2006 AO98
- 2006 AA99
- 2006 AC99
- 2006 AB100
- 2006 AO101
- 2006 AS102
- 2006 AT102
- 2006 AV102
- 2006 AX102
- 2006 AY102
- 2006 AZ102
- 2006 AC103
- 2006 AD103
- 2006 AF103
- 2006 AG103
- 2006 AH103
- 2006 AJ103
- 2006 AK103
- 2006 AL103
- 2006 AP103
- 2006 AT103
- 2006 AX103
- 2006 AA104
- 2006 AB104
- 2006 AC104
- 2006 AN104
- 2006 AJ105
- 2006 AN105
- 2006 AP108
- 2006 AA110
- 2006 AE110
- 2006 AO110
- 2006 AP110
- 2006 AQ110
- 2006 AH111
- 2006 AN111
- 2006 AS111
- 2006 AB112
- 2006 AG112
- 2006 AH112
- 2006 AL112
- 2006 AN112
- 2006 AQ112
- 2006 AS112
- 2006 AO113
- 2006 AP113
- 2006 AX113
- 2006 AY113
- 2006 AN114
- 2006 AO114
- 2006 AP114
- 2006 AT114
- 2006 AU114
- 2006 AV114
- 2006 AX114
- 2006 AY114
- 2006 AC115
- 2006 AD115
- 2006 AF115
- 2006 AJ115
- 2006 AK115
- 2006 AM115
- 2006 AN115
- 2006 AT115
- 2006 AC116
- 2006 AE116
- 2006 AF116
- 2006 AH116
- 2006 AK116
- 2006 AM116
- 2006 AN116
- 2006 AO116
- 2006 AP116
- 2006 AQ116
- 2006 AS116
- 2006 AU116
- 2006 AV116
- 2006 AA117
- 2006 AG117
- 2006 AH117
- 2006 AL117
- 2006 AN117
- 2006 AQ117
- 2006 AV117
- 2006 AW117
- 2006 AX117
- 2006 AZ117
- 2006 AA118
- 2006 AB118
- 2006 AC118
- 2006 AD118
- 2006 AE118
- 2006 AF118
- 2006 AH118
- 2006 AJ118
- 2006 AK118
- 2006 AL118
- 2006 AN118
- 2006 AO118
- 2006 AP118
- 2006 AQ118
- 2006 AR118
- 2006 AS118
- 2006 AT118
- 2006 AU118
- 2006 AV118
- 2006 AW118
- 2006 AX118

### Du 16 au 31 janvier 2006
- 2006 BA
- 2006 BB
- 2006 BC
- 2006 BF
- 2006 BM
- 2006 BB2
- 2006 BF3
- 2006 BJ3
- 2006 BF4
- 2006 BM4
- 2006 BU4
- 2006 BV4
- 2006 BG5
- 2006 BO6
- 2006 BP6
- 2006 BO7
- 2006 BP7
- 2006 BQ7
- 2006 BU7
- 2006 BV7
- 2006 BW7
- 2006 BX7
- 2006 BY7
- 2006 BA8
- 2006 BB8
- 2006 BC8
- 2006 BL8
- 2006 BM8
- 2006 BY8
- 2006 BZ8
- 2006 BA9
- 2006 BB9
- 2006 BA10
- 2006 BL10
- 2006 BV12
- 2006 BD13
- 2006 BF13
- 2006 BN13
- 2006 BO13
- 2006 BK14
- 2006 BR15
- 2006 BU15
- 2006 BW15
- 2006 BZ15
- 2006 BB16
- 2006 BJ16
- 2006 BN16
- 2006 BU16
- 2006 BK17
- 2006 BN18
- 2006 BW18
- 2006 BC19
- 2006 BL19
- 2006 BP21
- 2006 BO23
- 2006 BQ23
- 2006 BR23
- 2006 BJ24
- 2006 BN24
- 2006 BK25
- 2006 BM26
- 2006 BN26
- 2006 BX26
- 2006 BZ26
- 2006 BZ27
- 2006 BA28
- 2006 BE28
- 2006 BH28
- 2006 BJ28
- 2006 BP28
- 2006 BX34
- 2006 BN35
- 2006 BJ36
- 2006 BS36
- 2006 BT36
- 2006 BK37
- 2006 BM37
- 2006 BU37
- 2006 BV39
- 2006 BW39
- 2006 BX39
- 2006 BL40
- 2006 BZ40
- 2006 BB42
- 2006 BP42
- 2006 BQ42
- 2006 BF43
- 2006 BK47
- 2006 BV47
- 2006 BW47
- 2006 BE48
- 2006 BX48
- 2006 BC49
- 2006 BD49
- 2006 BF49
- 2006 BH49
- 2006 BU49
- 2006 BV49
- 2006 BY49
- 2006 BD50
- 2006 BH50
- 2006 BP50
- 2006 BR51
- 2006 BS51
- 2006 BT51
- 2006 BC52
- 2006 BL52
- 2006 BR52
- 2006 BX52
- 2006 BH53
- 2006 BE54
- 2006 BB55
- 2006 BD55
- 2006 BE55
- 2006 BF55
- 2006 BJ55
- 2006 BL55
- 2006 BM55
- 2006 BO55
- 2006 BF56
- 2006 BQ56
- 2006 BV56
- 2006 BH57
- 2006 BG58
- 2006 BP59
- 2006 BQ59
- 2006 BS59
- 2006 BK63
- 2006 BD64
- 2006 BE64
- 2006 BO64
- 2006 BS64
- 2006 BP65
- 2006 BM66
- 2006 BA67
- 2006 BH68
- 2006 BJ68
- 2006 BK68
- 2006 BM69
- 2006 BC71
- 2006 BM71
- 2006 BH72
- 2006 BO72
- 2006 BX72
- 2006 BH73
- 2006 BL73
- 2006 BO73
- 2006 BW74
- 2006 BE75
- 2006 BT75
- 2006 BV75
- 2006 BB76
- 2006 BS76
- 2006 BV76
- 2006 BY76
- 2006 BM77
- 2006 BU77
- 2006 BZ77
- 2006 BE78
- 2006 BH78
- 2006 BJ78
- 2006 BK78
- 2006 BL78
- 2006 BR78
- 2006 BW80
- 2006 BQ83
- 2006 BS83
- 2006 BW83
- 2006 BE84
- 2006 BH84
- 2006 BO84
- 2006 BQ84
- 2006 BS84
- 2006 BY84
- 2006 BF85
- 2006 BZ85
- 2006 BH86
- 2006 BQ86
- 2006 BU86
- 2006 BK87
- 2006 BQ87
- 2006 BU87
- 2006 BR88
- 2006 BU88
- 2006 BG89
- 2006 BC90
- 2006 BG92
- 2006 BH92
- 2006 BJ92
- 2006 BZ94
- 2006 BX95
- 2006 BR98
- 2006 BF99
- 2006 BG99
- 2006 BH99
- 2006 BE100
- 2006 BU100
- 2006 BW100
- 2006 BB101
- 2006 BL101
- 2006 BR101
- 2006 BZ103
- 2006 BN104
- 2006 BQ104
- 2006 BX104
- 2006 BE105
- 2006 BK105
- 2006 BO105
- 2006 BR105
- 2006 BY105
- 2006 BK106
- 2006 BM106
- 2006 BV106
- 2006 BX106
- 2006 BA107
- 2006 BH107
- 2006 BM107
- 2006 BR107
- 2006 BT107
- 2006 BB108
- 2006 BD109
- 2006 BN109
- 2006 BU111
- 2006 BF112
- 2006 BL112
- 2006 BP113
- 2006 BL114
- 2006 BF115
- 2006 BB116
- 2006 BW116
- 2006 BT117
- 2006 BO118
- 2006 BC119
- 2006 BS119
- 2006 BD120
- 2006 BA121
- 2006 BG122
- 2006 BP122
- 2006 BA123
- 2006 BE123
- 2006 BY125
- 2006 BJ126
- 2006 BR126
- 2006 BN127
- 2006 BA128
- 2006 BK128
- 2006 BJ129
- 2006 BK129
- 2006 BO129
- 2006 BB131
- 2006 BF131
- 2006 BP133
- 2006 BB134
- 2006 BC134
- 2006 BO134
- 2006 BS134
- 2006 BK135
- 2006 BO136
- 2006 BT136
- 2006 BL137
- 2006 BS137
- 2006 BQ138
- 2006 BT139
- 2006 BX139
- 2006 BD140
- 2006 BO140
- 2006 BT140
- 2006 BJ142
- 2006 BM142
- 2006 BV146
- 2006 BJ147
- 2006 BP147
- 2006 BW147
- 2006 BZ147
- 2006 BV150
- 2006 BF151
- 2006 BH151
- 2006 BJ151
- 2006 BL151
- 2006 BU153
- 2006 BU154
- 2006 BH159
- 2006 BF162
- 2006 BZ162
- 2006 BA164
- 2006 BB164
- 2006 BR166
- 2006 BF167
- 2006 BN167
- 2006 BQ168
- 2006 BN169
- 2006 BX169
- 2006 BT170
- 2006 BN171
- 2006 BS172
- 2006 BX172
- 2006 BG173
- 2006 BT173
- 2006 BX173
- 2006 BF174
- 2006 BJ174
- 2006 BT174
- 2006 BQ175
- 2006 BR175
- 2006 BT175
- 2006 BG176
- 2006 BM176
- 2006 BU176
- 2006 BA177
- 2006 BS177
- 2006 BA178
- 2006 BG178
- 2006 BO178
- 2006 BF180
- 2006 BH180
- 2006 BP180
- 2006 BU181
- 2006 BG182
- 2006 BK182
- 2006 BZ183
- 2006 BA184
- 2006 BB184
- 2006 BE184
- 2006 BC185
- 2006 BF185
- 2006 BU185
- 2006 BN189
- 2006 BW189
- 2006 BQ190
- 2006 BV191
- 2006 BC192
- 2006 BR192
- 2006 BU193
- 2006 BU194
- 2006 BX194
- 2006 BZ194
- 2006 BO195
- 2006 BC196
- 2006 BL196
- 2006 BM196
- 2006 BU196
- 2006 BL197
- 2006 BQ197
- 2006 BU197
- 2006 BM198
- 2006 BH199
- 2006 BU200
- 2006 BK201
- 2006 BN201
- 2006 BP201
- 2006 BJ202
- 2006 BK202
- 2006 BM202
- 2006 BF203
- 2006 BW203
- 2006 BJ204
- 2006 BV204
- 2006 BY204
- 2006 BT205
- 2006 BG206
- 2006 BN206
- 2006 BU206
- 2006 BW206
- 2006 BE207
- 2006 BL207
- 2006 BP207
- 2006 BU208
- 2006 BE209
- 2006 BQ209
- 2006 BU209
- 2006 BW209
- 2006 BX209
- 2006 BQ210
- 2006 BV210
- 2006 BC211
- 2006 BK211
- 2006 BZ212
- 2006 BN218
- 2006 BQ218
- 2006 BT218
- 2006 BY218
- 2006 BC219
- 2006 BA220
- 2006 BQ220
- 2006 BN221
- 2006 BR221
- 2006 BT221
- 2006 BP222
- 2006 BL224
- 2006 BK225
- 2006 BS225
- 2006 BP226
- 2006 BF228
- 2006 BH228
- 2006 BV228
- 2006 BD229
- 2006 BJ229
- 2006 BT229
- 2006 BW229
- 2006 BZ229
- 2006 BE231
- 2006 BF231
- 2006 BQ231
- 2006 BT231
- 2006 BX231
- 2006 BC232
- 2006 BR232
- 2006 BD233
- 2006 BM233
- 2006 BB234
- 2006 BD234
- 2006 BM234
- 2006 BT234
- 2006 BD235
- 2006 BR235
- 2006 BS235
- 2006 BU235
- 2006 BX235
- 2006 BE236
- 2006 BF236
- 2006 BU236
- 2006 BW236
- 2006 BT237
- 2006 BJ238
- 2006 BQ238
- 2006 BJ239
- 2006 BT239
- 2006 BY239
- 2006 BE240
- 2006 BJ240
- 2006 BN240
- 2006 BO240
- 2006 BY240
- 2006 BE242
- 2006 BL242
- 2006 BA244
- 2006 BF244
- 2006 BA245
- 2006 BE245
- 2006 BM245
- 2006 BO245
- 2006 BY245
- 2006 BZ245
- 2006 BE246
- 2006 BL246
- 2006 BT247
- 2006 BH248
- 2006 BK248
- 2006 BY248
- 2006 BD249
- 2006 BO249
- 2006 BZ249
- 2006 BR250
- 2006 BX250
- 2006 BY250
- 2006 BW252
- 2006 BE254
- 2006 BA255
- 2006 BF255
- 2006 BD260
- 2006 BZ261
- 2006 BF262
- 2006 BA263
- 2006 BX263
- 2006 BO265
- 2006 BH271
- 2006 BP271
- 2006 BL272
- 2006 BM272
- 2006 BF273
- 2006 BJ273
- 2006 BS273
- 2006 BV276
- 2006 BJ278
- 2006 BL278
- 2006 BZ278
- 2006 BJ279
- 2006 BR279
- 2006 BH280
- 2006 BH281
- 2006 BN281
- 2006 BO281
- 2006 BW281
- 2006 BY281
- 2006 BM282
- 2006 BL283
- 2006 BZ283
- 2006 BR284
- 2006 BS284
- 2006 BW284
- 2006 BC286
- 2006 BD286
- 2006 BM286
- 2006 BW286
- 2006 BD288
- 2006 BG288
- 2006 BH288
- 2006 BY288
- 2006 BZ288
- 2006 BF289
- 2006 BG289
- 2006 BQ289
- 2006 BR289
- 2006 BW289
- 2006 BY289
- 2006 BA290
- 2006 BB290
- 2006 BC290
- 2006 BE290
- 2006 BF290
- 2006 BG290
- 2006 BH290
- 2006 BJ290
- 2006 BE291
- 2006 BW291
- 2006 BD292
- 2006 BG292
- 2006 BJ292
- 2006 BM292
- 2006 BN292
- 2006 BS292
- 2006 BT292
- 2006 BV292
- 2006 BX292
- 2006 BY292
- 2006 BA293
- 2006 BB293
- 2006 BC293
- 2006 BD293
- 2006 BO293
- 2006 BA294
- 2006 BE294
- 2006 BG294
- 2006 BH294
- 2006 BM294
- 2006 BN294
- 2006 BO294
- 2006 BQ294
- 2006 BU294
- 2006 BV294
- 2006 BX294
- 2006 BZ294
- 2006 BA295
- 2006 BC295
- 2006 BD295
- 2006 BE295
- 2006 BF295
- 2006 BX295
- 2006 BA296
- 2006 BB296
- 2006 BC296
- 2006 BN296
- 2006 BQ296
- 2006 BU296
- 2006 BV296
- 2006 BY296
- 2006 BZ296
- 2006 BG297
- 2006 BH297
- 2006 BJ297
- 2006 BK297
- 2006 BL297
- 2006 BM297
- 2006 BZ297
- 2006 BA298
- 2006 BD298
- 2006 BE298
- 2006 BF298
- 2006 BG298
- 2006 BJ298
- 2006 BM298
- 2006 BX298
- 2006 BA299
- 2006 BB299
- 2006 BC299
- 2006 BD299
- 2006 BE299
- 2006 BF299
- 2006 BG299
- 2006 BK299
- 2006 BN299
- 2006 BQ299
- 2006 BR299
- 2006 BS299
- 2006 BV299
- 2006 BC300
- 2006 BD300
- 2006 BE300
- 2006 BG300
- 2006 BH300
- 2006 BJ300
- 2006 BN300
- 2006 BP300
- 2006 BU300
- 2006 BW300
- 2006 BX300
- 2006 BA301
- 2006 BB301
- 2006 BC301
- 2006 BE301
- 2006 BF301
- 2006 BG301
- 2006 BH301
- 2006 BL301
- 2006 BM301
- 2006 BN301
- 2006 BP301
- 2006 BQ301
- 2006 BR301
- 2006 BU301
- 2006 BH302
- 2006 BJ302
- 2006 BK302
- 2006 BL302
- 2006 BM302
- 2006 BN302
- 2006 BP302
- 2006 BQ302
- 2006 BR302
- 2006 BT302
- 2006 BU302
- 2006 BV302
- 2006 BW302
- 2006 BX302
- 2006 BY302
- 2006 BA303
- 2006 BB303
- 2006 BD303
- 2006 BG303
- 2006 BH303
- 2006 BJ303
- 2006 BK303
- 2006 BM303
- 2006 BP303
- 2006 BQ303
- 2006 BR303
- 2006 BS303
- 2006 BT303
- 2006 BW303
- 2006 BX303
- 2006 BY303
- 2006 BZ303
- 2006 BA304
- 2006 BB304
- 2006 BC304
- 2006 BE304
- 2006 BF304
- 2006 BG304
- 2006 BH304
- 2006 BJ304
- 2006 BK304
- 2006 BM304
- 2006 BN304
- 2006 BO304
- 2006 BP304
- 2006 BR304
- 2006 BS304